# Освальд, Рольф
Ро́льф О́свальд (нем. Rolph Oswald) — швейцарский кёрлингист.
В составе мужской сборной Швейцарии участник чемпионата мира 1973 (заняли пятое место). Чемпион Швейцарии среди мужчин.
Играл на позиции второго.

## Достижения
- Чемпионат Швейцарии по кёрлингу среди мужчин: золото (1973).

## Команды
| Сезон   | Четвёртый      | Третий        | Второй        | Первый           | Турниры                      |
| ------- | -------------- | ------------- | ------------- | ---------------- | ---------------------------- |
| 1972—73 | Вернер Освальд | Чезаре Канепа | Рольф Освальд | Ханс-Руди Веррен | ЧШМ 1973 · ЧМ 1973 (5 место) |

(скипы выделены полужирным шрифтом)